# 图布里

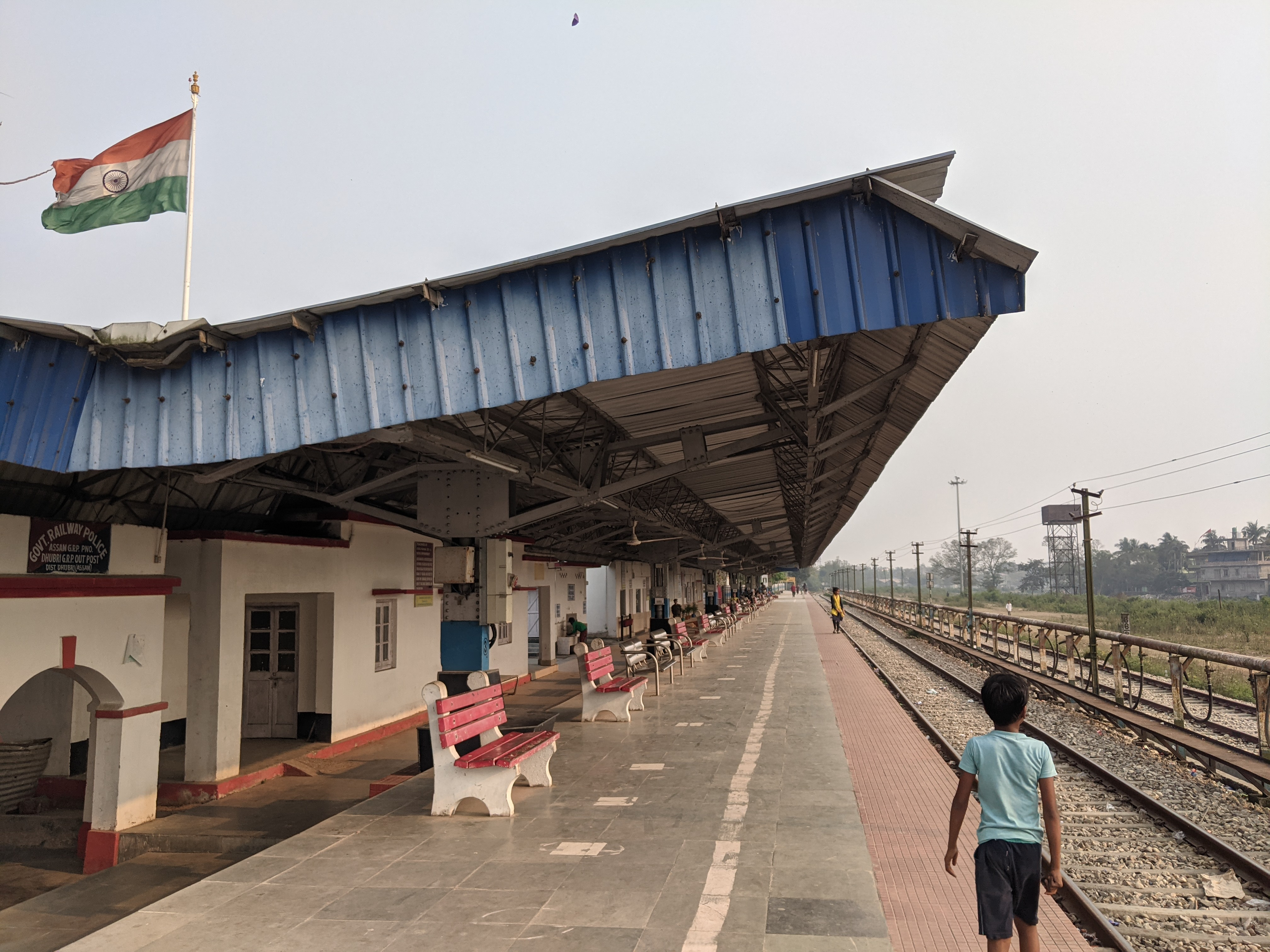
图布里車站

图布里（Dhubri），是印度阿萨姆邦图布里县的一个城镇和行政中心，始建於1883年。总人口63965（2001年）。

## 人口
该地2001年总人口63965人，其中男性32906人，女性31059人；0—6岁人口6846人，其中男3519人，女3327人；识字率73.90%，其中男性为79.33%，女性为68.15%。